# 大斑花败酱
大斑花败酱（学名：Patrinia punctiflora var. robusta）为败酱科败酱属下的一个变种。